# Phakyab Rinpoché
Rinpoché
7e Phakyab Rinpoché
Phakyab Rinpoché, né le 24 juin 1966 dans une famille nomade du Kham, est un ancien prisonnier politique tibétain, lama gelugpa et abbé du monastère d'Ashi.

## Biographie
Né le 24 juin 1966 dans la vallée du Nyachu, une région du Sichuan en Chine (ancienne province tibétaine du Kham), il a pour nom de naissance Yeshi Dorjé. 
Âgé de 13 ans, dans un rêve, il rencontre le bouddha Maitreya et Tsongkhapa. Il décide alors de devenir moine, ce qu'il réalise un an plus tard en 1979 au monastère d'Ashi près de Lithang. Il commence une formation monastique d'une quinzaine d'années d'abord au Tibet puis en Inde.
Il reçoit de Geshe Ake Gyupa, du monastère de Golok, Yajiang, la transmission de tsa-lung (en).
Au printemps 1994, alors qu'il est impliqué dans des études monastiques pour obtenir le titre de guéshé à l'université monastique de Séra Mey dans le Karnataka près de Mysore, il est reconnu comme 8e Phakyab Rinpoché par le dalaï-lama, ou huitième réincarnation de Darma Dode (en), fils et disciple de Marpa Lotsawa, et successeur du 7e Phakyab Rinpoché, mort au Tibet en 1960.

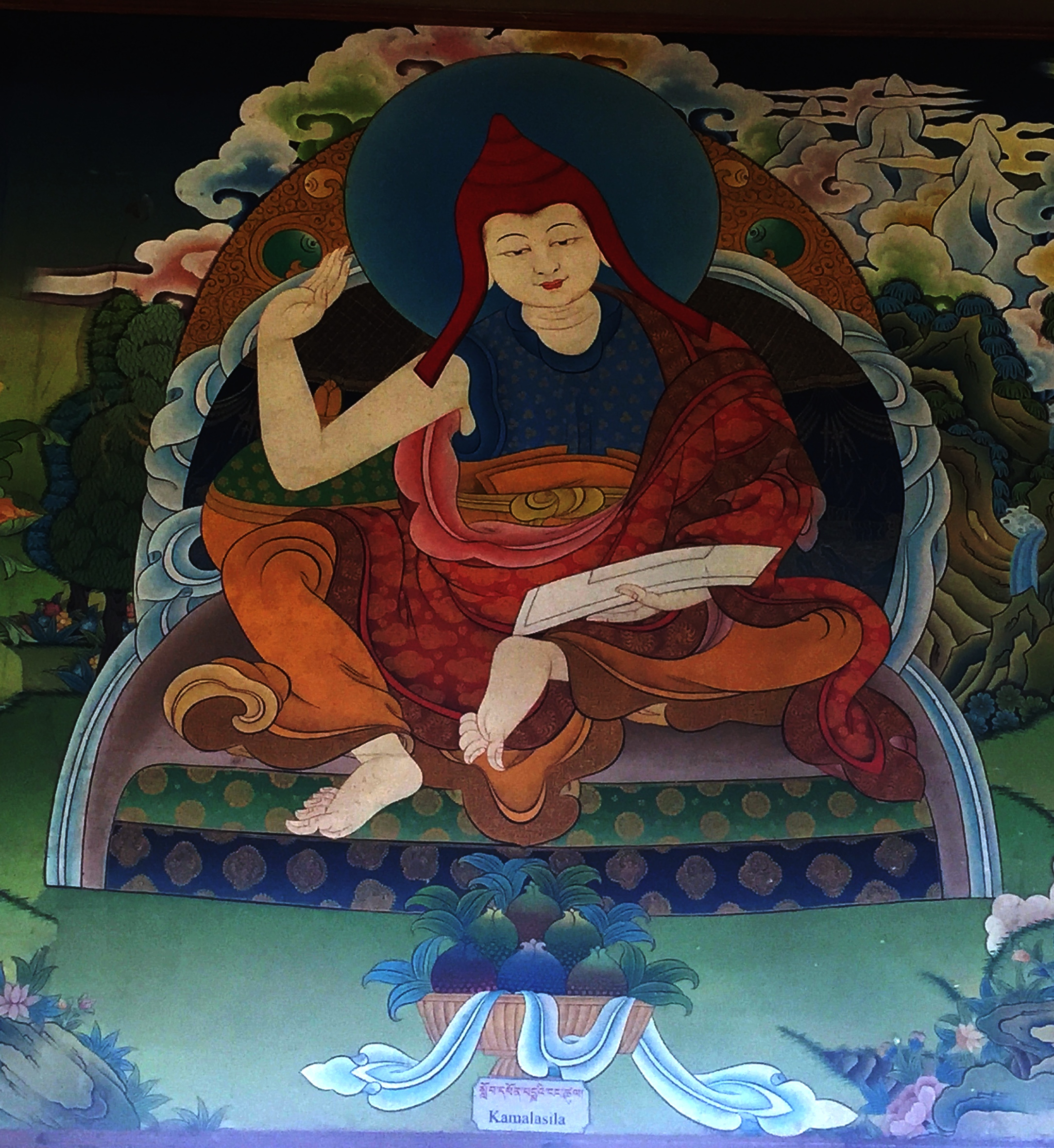
La lignée de Phakyab Rinpoché remonte à Kamalashila.

En 1997, alors âgé de 31 ans, il suit le souhait du dalaï-lama et retourne au Tibet au monastère d'Ashi où il est intronisé abbé et y enseigne les principes de base du bouddhisme. Il est soupçonné de séparatisme et la police armée du peuple le convoque en novembre 1998. Il congédie les 300 moines du monastère d'Ashi pour leur éviter une confrontation avec la police. Dans la nuit du 19 décembre, des policiers défoncent le portail du monastère mais ne trouvent que le Rinpoché, on lui demande de signer un document dénonçant la « clique du dalaï », faute de quoi, il ne sera plus autorisé à être abbé. Il décide de quitter le monastère pour s'installer au domicile de ses parents, à Lithang. Le 28 janvier 1999, il y est arrêté et mis en détention dans la prison de la préfecture de Nagchu. Après trois mois de privation et de torture, il parvient à s'enfuir alors qu'il est hospitalisé à l'hôpital militaire à la demande de ses parents pour soigner son pied droit. Il se cache pendant un an à Lhassa, avant de traverser l'Himalaya et de rejoindre le Népal puis l’Inde en avril 2000.
Il rencontre le dalaï-lama après son évasion, qui connait les conditions des prisons au Tibet. 
Sans lui poser de questions, il l'étreint silencieusement et dit : « Trois mois d’emprisonnement et de torture ! C’est une épreuve terrible ! Mais pour d’autres, ça dure dix ans, vingt ans ! Certains en meurent ! ». Il comprend alors l'importance de mettre en perspective ses souffrances, sans s'enfermer dans un passé douloureux qui prolonge indéfiniment l'épreuve, risquant alors de devenir son propre bourreau,.

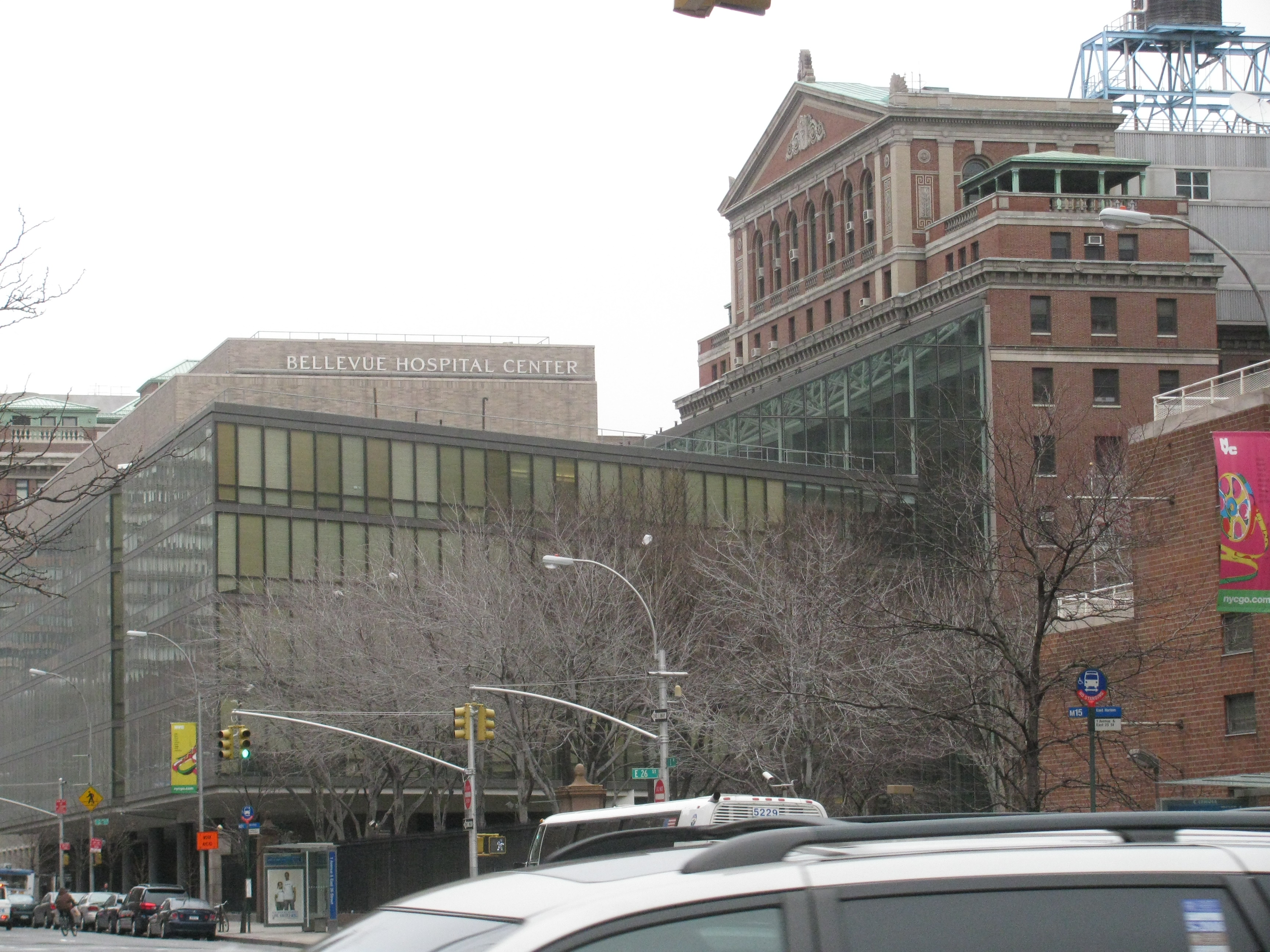
Entrée du Bellevue Hospital où Phakyab Rinpoché a été hospitalisé.

En 2003, il rejoint New York. En mai, il se rend aux urgences du Bellevue Hospital où un médecin lui diagnostique une gangrène de sa cheville droite, une conséquence des tortures qu'il a subi en prison au Tibet. Il est aussi admis au programme pour des survivants de la torture du Bellevue Hospital et s'entretient avec une psychologue. Un malentendu survient, alors que le rinpoché se refuse à entrer dans une victimisation, fréquente en Occident, et plaint au contraire ses geôliers,. Plusieurs auteurs rapportent que, malgré le diagnostic de médecins concernant sa gangrène, et conforté par les conseils du dalaï-lama en novembre, il refuse de se faire amputer mais cherche une « guérison intérieure » qu'il obtient au bout de trois ans, par une pratique intensive de la méditation ou yoga Tsa Lung (en). 
En décembre 2010, le Dr. William C. Bushell de l'université de New York l'a étudié par imagerie cérébrale alors qu'il méditait pour tenter de comprendre le phénomène de guérison rapporté,. Les interventions médicales actuelles ne permettent pas de guérir la gangrène une fois passée un certain point dans sa progression, sauf par amputation. Le Dr. William C. Bushell, chercheur affilié au MIT a déclaré : « Il s’agit d’une pratique cognitivo-comportementale qui pourrait être plus efficace que toute intervention médicale existante strictement occidentale ».
En 2008, Phakyab Rinpoché reçoit le titre de guéshé lharampa à Sera Mey en Inde.
En 2013, Phakyab Rinpoché retourne au Tibet à l'occasion d'une visite pour soutenir son monastère. 
En novembre 2015, il participe aux « 24 h de méditation pour la Terre » au Grand Rex à Paris, une mobilisation spirituelle qui rassembla 2 000 personnes dans la continuité d'un débat citoyen sur le climat, un mois avant la Conférence de Paris de 2015 sur les changements climatiques (COP21),.
Phakyab Rinpoché réside à Jackson Heights (Queens). 
Durant l'automne 2018, il visite La Petite Pommeraie, une ferme pédagogique à Saint-Martin-des-Bois et décide de venir y enseigner la méditation, en accord avec la propriétaire.

## Publications
- Phakyab Rinpoché, Sofia Stril-Rever, La méditation m'a sauvé, Paris : Cherche midi, 2014.  (ISBN 2749140498 et 9782749140490) Poche, Marabout 2019  (ISBN 2501141210); traduit en anglais : Meditation saved my life : a Tibetan Lama and the healing power of the mind, Novato, CA : New World Library, 2017, 	 (ISBN 9781608684625 et 1608684628)